# Anne Kyllönen
Anne Kyllönen (* 30. November 1987 in Kajaani) ist eine finnische Skilangläuferin.

## Werdegang
Kyllönen begann ihre internationale Karriere mit einem Start beim FIS-Rennen am 7. November 2004 in Muonio. Ihre ersten internationalen Meisterschaften bestritt sie im Folgejahr beim Europäischen Olympischen Jugendfestival 2005 in Monthey, wo sie über 5 Kilometer klassisch die Bronzemedaille gewann. Zuvor hatte sie im 7,5-km-Einzelrennen Rang sechs erreicht. Im Sprint scheiterte Kyllönen bereits in der Qualifikation. Ein Jahr später startete sie erstmals im Scandinavian Cup. Beim Sprintwettbewerb in Vuokatti erreichte sie die Finalläufe und belegte den 27. Platz.
Bei den Juniorenweltmeisterschaften 2007 in Tarvisio wurde sie 14. des Sprintwettbewerbs. Zur Saison 2007/08 kam Kyllönen erstmals in den finnischen Nationalkader und kam damals zu ihrem ersten Einsatz im Skilanglauf-Weltcup. In Kuusamo verpasste sie als 34. knapp die Qualifikation für die Finalläufe. Über 10 Kilometer klassisch wurde sie 53. Bei den U23-Weltmeisterschaften 2009 in Praz de Lys Sommand erreichte sie das Finale des Sprintwettbewerbs, wo sie den sechsten Platz belegte. Ein Jahr später wurde sie bei den U23-Weltmeisterschaften 2010 in Hinterzarten Siebente. Über die 10 km verpasste Kyllönen als Vierte nur knapp eine erste Medaille. Zuvor hatte sich Kyllönen in Vuokatti ihren ersten Sieg im Scandinavian Cup gesichert. In dessen Gesamtwertung erreichte sie schließlich Rang 10. Zum Ende der Saison 2009/10 gewann sie beim Weltcup in Drammen als 13. ihre ersten Weltcup-Punkte.
Seit der Saison 2010/11 gehört Kyllönen zum festen Aufgebot des finnischen Weltcup-Teams. Dabei gelang ihr mit dem 13. Platz in Kuusamo auf Anhieb erneut der Lauf in die Punkteränge. Bei der Tour de Ski 2010/11 ging die Finnin bei der abschließenden Etappe durch das Val di Fiemme nicht an den Start und verpasste damit eine erste Platzierung in der Gesamtwertung. Beim Saisonfinale lief sie auf Rang 34. Bei den folgenden Finnischen Meisterschaften in Kuopio blieb Kyllönen als Sechste des Sprints ohne eine Medaille. Zum Saisonauftakt des Winters 2011/12 gelang ihr in Kuusamo ein starker 15. Platz. Auch bei der folgenden Tour de Ski 2011/12 lief sie als 21. auf eine gute Platzierung im Mittelfeld. Im Sprintrennen von Mailand lief sie nach dem Sieg in ihrem Qualifikationslauf auf einen sehr guten fünften Rang. Diesen Rang wiederholte sie auch beim folgenden Teamsprint gemeinsam mit Riikka Sarasoja-Lilja. Bei den Finnischen Meisterschaften 2012 in Imatra gewann Kyllönen den Titel im Sprint sowie über die 30 km im klassischen Stil. Am 13. Dezember 2012 feierte sie mit Rang zwei in Canmore ihren ersten Podestplatz. Drei Tage später stand sie auch im Teamsprint auf Rang zwei. Zur Tour de Ski 2012/13 gelang Kyllönen bei der 9-km-Etappe in Oberhof als Dritte ebenfalls ein Podestrang. In der Gesamtwertung lag sie schließlich auf Rang neun und schaffte damit erstmals eine Top-10-Platzierung bei einem Etappenrennen. Nur wenige Tage nach der Tour de Ski erreichte Kyllönen in La Clusaz auch mit der Staffel ihr erstes Podium. Zudem gewann sie bei den Finnischen Meisterschaften 2013 einen weiteren Titel. In Jämijärvi siegte sie über 5 km und gewann im Sprint die Silbermedaille.
Am 3. Februar 2013 gewann Kyllönen gemeinsam mit Mona-Liisa Malvalehto im russischen Sotschi mit dem Teamsprint ihren ersten Weltcup. Bei den folgenden Nordischen Skiweltmeisterschaften 2013 im Val di Fiemme lief sie im Sprint nur auf einen für Kyllönen enttäuschenden 26. Platz. Auch im Skiathlon scheiterte sie als 17. deutlich an den Top 10. Mit der Staffel verpasste Kyllönen als Fünfte ebenso eine Medaille. Zum Saisonfinale in Falun wurde sie Achte.
Zu Beginn des Winters 2013/14 gewann Kyllönen am 22. Dezember 2013 in Asiago gemeinsam mit Aino-Kaisa Saarinen ihren zweiten Teamsprint-Weltcup. Zuvor stand sie beim Sprint an gleicher Stelle als Zweite auf dem Podium. Die Tour de Ski 2013/14 beendete Kyllönen auf Rang sechs, bevor sie bei den folgenden Finnischen Meisterschaften in Vantaa im Sprint und über 10 km erneut den Titel gewinnen konnte. Bei ihren ersten Olympischen Winterspielen 2014 in Sotschi lief sie im Sprint auf den 16. Platz und über 10 km auf den 14. Platz. Im Skiathlon lief sie als 33. ins Ziel. Im 4 × 10-km-Staffelrennen gewann sie mit Aino-Kaisa Saarinen, Kerttu Niskanen und Krista Lähteenmäki die Silbermedaille.
Bei der Tour de Ski 2015 konnte Kyllönen nicht an den Erfolg aus dem Vorjahr anknüpfen und lief nur als 14. ins Ziel. Bei den Finnischen Meisterschaften 2015 in Jämi feierte sie erneut einen Titelgewinn im Sprint. Bei den Nordischen Skiweltmeisterschaften 2015 in Falun erreichte Kyllönen im Sprint Rang 20. Nach Platz 21 bei der Nordic Opening in Ruka zu Beginn der Saison 2015/16, wurde sie in Lillehammer Zweite mit der Staffel. Bei der Tour de Ski 2016 kam sie viermal unter die ersten Zehn und errang damit den siebten Platz in der Gesamtwertung. Beim folgenden Weltcup in Nové Město belegte sie den dritten Platz mit der Staffel. Ende Januar 2016 wurde sie finnische Meisterin im Sprint. Im Februar 2016 kam sie mit dem dritten Platz im 30-km-Massenstartrennen in Oslo erneut aufs Podium. Zum Saisonende errang sie den achten Platz bei der Ski Tour Canada und erreichte den zehnten Platz im Gesamtweltcup und den siebten Rang im Distanzweltcup. Im April 2016 wurde sie in Ruka finnische Meisterin über 30 km klassisch. Zu Beginn der Saison 2016/17 belegte sie bei der Weltcup-Minitour in Lillehammer den 17. Platz. Es folgte in La Clusaz ein zweiter Platz mit der Staffel. Die Tour de Ski 2016/17 beendete sie mit vier Top-Zehn-Platzierungen, darunter Platz zwei im 10-km-Massenstartrennen im Fleimstal, auf dem siebten Platz in der Gesamtwertung. Anfang Februar 2017 wurde sie in Keuruu finnische Meisterin im Sprint. Bei den Nordischen Skiweltmeisterschaften 2017 in Lahti errang sie den 39. Platz über 10 km klassisch und den 12. Rang im Skiathlon. Zum Saisonende kam sie beim Weltcup-Finale in Québec auf den 28. Platz und erreichte den 16. Platz im Distanzweltcup und den 14. Rang im Gesamtweltcup. Bei den nordischen Skiweltmeisterschaften 2019 in Seefeld in Tirol lief sie auf den 33. Platz im Sprint und auf den siebten Rang zusammen mit Krista Pärmäkoski im Teamsprint.
In der Saison 2019/20 belegte Kyllönen den 37. Platz beim Ruka Triple, den 13. Rang bei der Tour de Ski 2019/20 und den 19. Platz bei der Skitour. Anfang Februar 2020 wurde sie in Voyri finnische Meisterin im Sprint und erreichte zum Saisonende den 21. Platz im Gesamtweltcup. Bei den nordischen Skiweltmeisterschaften 2021 in Oberstdorf errang sie den 40. Platz über 10 km Freistil und den 37. Platz im Sprint. In der Saison 2021/22 errang sie den 15. Platz bei der Tour de Ski 2021/22 und den 25. Platz im Gesamtweltcup. Ihre besten Platzierungen beim Saisonhöhepunkt, den Olympischen Winterspielen 2022 in Peking, waren der 16. Platz über 10 km klassisch und der vierte Rang mit der Staffel.

## Erfolge

### Siege bei Weltcuprennen

#### Weltcupsiege im Team
| Nr. | Datum             | Ort     | Disziplin              |
| --- | ----------------- | ------- | ---------------------- |
| 1.  | 03. Februar 2013  | Sotschi | Teamsprint klassisch 1 |
| 2.  | 22. Dezember 2013 | Asiago  | Teamsprint klassisch 2 |

### Siege bei Continental-Cup-Rennen
| Nr. | Datum             | Ort      | Disziplin        | Serie            |
| --- | ----------------- | -------- | ---------------- | ---------------- |
| 1.  | 19. Dezember 2009 | Vuokatti | Sprint klassisch | Scandinavian Cup |

## Teilnahmen an Weltmeisterschaften und Olympischen Winterspielen

### Olympische Spiele
- 2014 Sotschi: 2. Platz Staffel, 14. Platz 10 km klassisch, 16. Platz Sprint Freistil, 33. Platz 15 km Skiathlon
- 2022 Peking: 4. Platz Staffel, 16. Platz 10 km klassisch, 20. Platz 30 km Freistil Massenstart, 22. Platz 15 km Skiathlon

### Nordische Skiweltmeisterschaften
- 2011 Oslo: 33. Platz Sprint Freistil
- 2013 Val di Fiemme: 5. Platz Staffel, 8. Platz 30 km klassisch Massenstart, 17. Platz 15 km Skiathlon, 26. Platz Sprint klassisch
- 2015 Falun: 10. Platz Teamsprint Freistil, 20. Platz Sprint klassisch, 21. Platz 30 km klassisch Massenstart
- 2017 Lahti: 12. Platz 15 km Skiathlon, 38. Platz 10 km klassisch
- 2019 Seefeld in Tirol: 7. Platz Teamsprint klassisch, 33. Platz Sprint Freistil
- 2021 Oberstdorf: 37. Platz Sprint klassisch, 40. Platz 10 km Freistil
- 2023 Planica: 24. Platz Sprint klassisch, 26. Platz 30 km klassisch Massenstart

## Platzierungen im Weltcup

### Weltcup-Statistik
Die Tabelle zeigt die erreichten Platzierungen im Einzelnen.
- 1.–3. Platz: Anzahl der Podiumsplatzierungen
- Top 10: Anzahl der Platzierungen unter den ersten zehn
- Punkteränge: Anzahl der Platzierungen innerhalb der Punkteränge
- Starts: Anzahl gelaufener Rennen in der jeweiligen Disziplin
- Hinweis: Bei den Distanzrennen erfolgt die Einordnung gemäß FIS.

| Platzierung               | Distanzrennen a | Distanzrennen a | Distanzrennen a | Distanzrennen a | Distanzrennen a | Skiathlon Verfolgung | Sprint | Etappen- rennen b | Gesamt | Team   | Team    |
| Platzierung               | ≤ 5 km          | ≤ 10 km         | ≤ 15 km         | ≤ 30 km         | > 30 km         | Skiathlon Verfolgung | Sprint | Etappen- rennen b | Gesamt | Sprint | Staffel |
| ------------------------- | --------------- | --------------- | --------------- | --------------- | --------------- | -------------------- | ------ | ----------------- | ------ | ------ | ------- |
| 1. Platz                  |                 |                 |                 |                 |                 |                      |        |                   |        | 2      |         |
| 2. Platz                  |                 | 2               |                 |                 |                 | 1                    | 1      |                   | 4      |        | 4       |
| 3. Platz                  | 1               |                 |                 | 1               |                 | 1                    | 1      |                   | 4      |        | 2       |
| Top 10                    | 6               | 11              | 3               | 3               |                 | 15                   | 15     | 6                 | 59     | 10     | 16      |
| Punkteränge               | 18              | 62              | 8               | 18              | 3               | 50                   | 92     | 21                | 272    | 10     | 18      |
| Starts                    | 23              | 92              | 10              | 20              | 3               | 64                   | 127    | 27                | 366    | 10     | 18      |
| Stand: Saisonende 2024/25 |                 |                 |                 |                 |                 |                      |        |                   |        |        |         |

### Weltcup-Gesamtplatzierungen
| Saison  | Gesamt | Gesamt | Distanz | Distanz | Sprint | Sprint |
| Saison  | Punkte | Platz  | Punkte  | Platz   | Punkte | Platz  |
| ------- | ------ | ------ | ------- | ------- | ------ | ------ |
| 2009/10 | 20     | 90.    | -       | -       | 20     | 64.    |
| 2010/11 | 130    | 44.    | 46      | 42.     | 84     | 25.    |
| 2011/12 | 487    | 21.    | 137     | 25.     | 256    | 9.     |
| 2012/13 | 987    | 7.     | 499     | 5.      | 260    | 5.     |
| 2013/14 | 641    | 11.    | 236     | 13.     | 197    | 10.    |
| 2014/15 | 322    | 20.    | 149     | 25.     | 101    | 23.    |
| 2015/16 | 1025   | 10.    | 602     | 7.      | 131    | 20.    |
| 2016/17 | 483    | 14.    | 278     | 16.     | 27     | 47.    |
| 2017/18 | 57     | 63.    | 48      | 47.     | 9      | 65.    |
| 2018/19 | 53     | 67.    | 53      | 47.     | -      | -      |
| 2019/20 | 416    | 21.    | 203     | 19.     | 97     | 23.    |
| 2020/21 | 16     | 89.    | 9       | 67.     | 7      | 73.    |
| 2021/22 | 211    | 25.    | 104     | 24.     | 43     | 39.    |
| 2022/23 | 691    | 29.    | 356     | 23.     | 203    | 39.    |
| 2023/24 | 720    | 33.    | 328     | 28.     | 266    | 29.    |
| 2024/25 | 241    | 61.    | 131     | 54.     | 110    | 49.    |